# Karakara
Karakara (auch: Kara Kara) ist eine Landgemeinde im Departement Dioundiou in Niger.

## Geographie
Karakara liegt in der Großlandschaft Sudan und grenzt im Südosten an den Nachbarstaat Nigeria. Die Nachbargemeinden in Niger sind Guéchémé im Nordosten, Dioundiou im Süden, Zabori im Südwesten und Karguibangou im Nordwesten. Bei den Siedlungen im Gemeindegebiet handelt es sich um 64 Dörfer, 75 Weiler und 15 Lager. Der Hauptort der Landgemeinde ist das Dorf Karakara.
Durch das Gemeindegebiet verläuft das große, periodisch wasserführende Trockental Dallol Maouri. In Karakara besteht ein hohes Risiko von Überschwemmungen.

## Geschichte

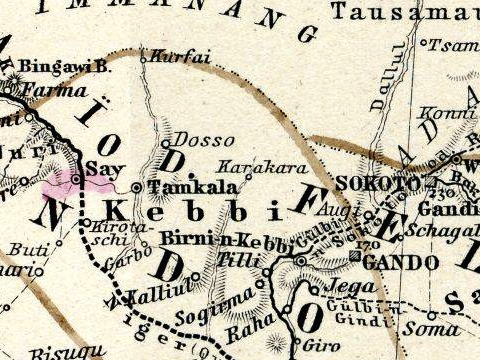
Karakara in Stielers Hand-Atlas (1891)

Karakara wurde im 19. Jahrhundert von Hausa gegründet, die der Überlieferung nach aus Bornu eingewandert waren. Der Ort unterwarf sich am 18. März 1899 der französischen Mission Voulet-Chanoine. Die Franzosen richteten Anfang des 20. Jahrhunderts einen Kanton in Karakara ein.
Im Zuge einer landesweiten Verwaltungsreform im Jahr 2002 ging aus dem Kanton Karakara die Landgemeinde Karakara hervor. Seit 2011 gehört die Landgemeinde nicht mehr zum Departement Gaya, sondern zum neugeschaffenen Departement Dioundiou. Im Hauptort war im Zeitraum von 2011 bis 2016 jedes Jahr ein Dürrejahr. Der staatliche Stromversorger NIGELEC elektrifizierte den Hauptort im Jahr 2018.

## Bevölkerung
Bei der Volkszählung 2012 hatte die Landgemeinde 44.333 Einwohner, die in 5332 Haushalten lebten. Bei der Volkszählung 2001 betrug die Einwohnerzahl 31.511 in 3841 Haushalten.
Im Hauptort lebten bei der Volkszählung 2012 2634 Einwohner in 353 Haushalten, bei der Volkszählung 2001 1950 in 237 Haushalten und bei der Volkszählung 1988 1878 in 252 Haushalten.
In ethnischer Hinsicht ist die Gemeinde ein Siedlungsgebiet von Arawa, Fulbe und Gobirawa.

## Politik
Der Gemeinderat (conseil municipal) hat 14 gewählte Mitglieder. Mit den Kommunalwahlen 2020 sind die Sitze im Gemeinderat wie folgt verteilt: 6 ANDP-Zaman Lahiya, 3 PNDS-Tarayya, 3 RDP-Jama’a, 1 CRPD-SULHU und 1 PJP-Génération Doubara.
Jeweils ein traditioneller Ortsvorsteher (chef traditionnel) steht an der Spitze von 46 Dörfern in der Gemeinde, darunter dem Hauptort.

## Wirtschaft und Infrastruktur
Die Gemeinde liegt in einer schmalen Zone entlang der Grenze zu Nigeria, die von Tounouga im Westen bis Malawa im Osten reicht und in der Bewässerungsfeldwirtschaft für Cash Crops betrieben wird. In Karakara gibt es mehrere Wochenmärkte. Der Markttag ist Freitag im Hauptort Karakara und im Dorf Yeldou sowie Donnerstag im Dorf Massama. Das staatliche Versorgungszentrum für landwirtschaftliche Betriebsmittel und Materialien (CAIMA) unterhält eine Verkaufsstelle im Hauptort. Im Hauptort wird außerdem eine Niederschlagsmessstation betrieben.
Gesundheitszentren des Typs Centre de Santé Intégré (CSI) sind im Hauptort sowie in den Siedlungen Dogon Dagi und Yeldou vorhanden. Der CEG Karakara und der CEG Yeldou sind allgemein bildende Schulen der Sekundarstufe des Typs Collège d’Enseignement Général (CEG). Das Berufsausbildungszentrum Centre de Formation aux Métiers de Karakara (CFM Karakara) bietet Lehrgänge in Tischlerei, Automechanik und Schneiderei an.
Durch die Gemeinde führt die Nationalstraße 2 zwischen Boureïmi und Mafouta. Im Hauptort zweigt die Landstraße RR3-003 nach Léguéré von der Nationalstraße 2 ab. Von der Landstraße RR3-003 zweigt im Dorf Kizamou die Route 359 zur Staatsgrenze mit Nigeria ab.

## Partnerstadt
Seit 2007 besteht mit Mol in Belgien eine Städtepartnerschaft.

## Persönlichkeiten
- Mohamadou Barazé (* 1954), Offizier